# Andamanais

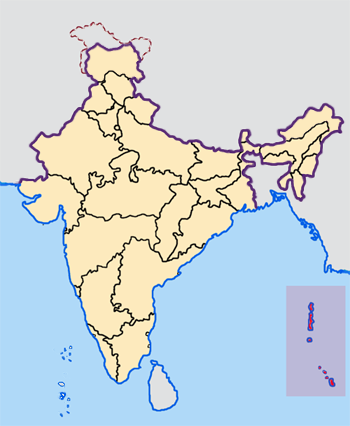
Carte de localisation des îles Andaman-et-Nicobar.

Les Andamanais, ou Mincopies, sont les habitants autochtones des îles Andaman. La plupart des autres habitants (aujourd'hui très majoritaires) sont des Bengalis hindouistes venus du Bengale oriental lorsque celui-ci est devenu le Pakistan oriental (aujourd'hui le Bangladesh). Les îles Andaman sont un territoire de l'Union indienne situé à 800 km environ au sud-est de l'Inde dans le golfe du Bengale, au large des côtes birmanes.

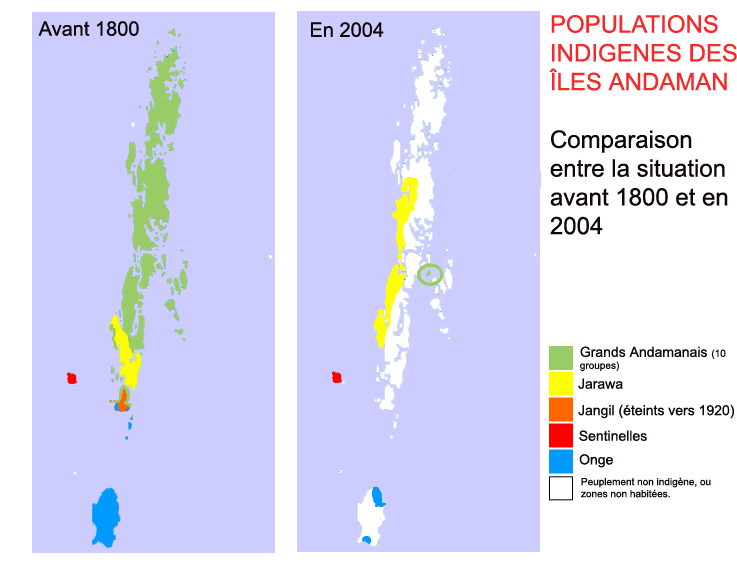
Peuplement originel.

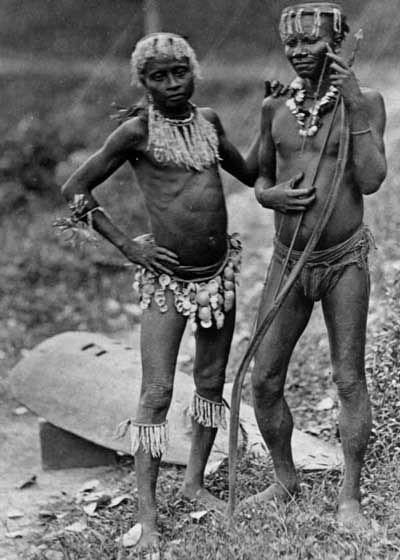
Deux Andamanais en 1875

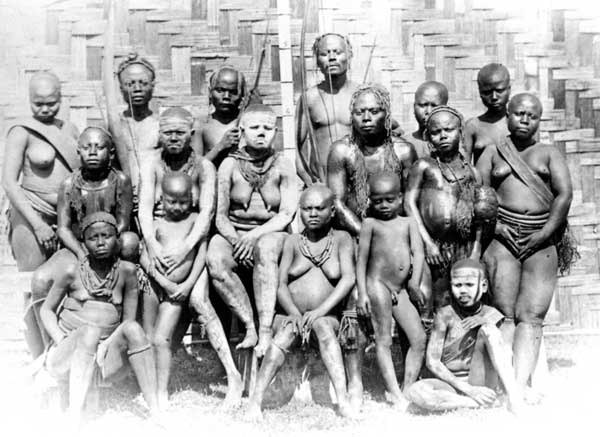
Femmes Grand Andamanaises - XIXe siècle.

## Les cinqgroupes ethniquesandamanais
On distingue cinq groupes ethniques parmi les Andamanais. Ces groupes, parmi les plus petits en nombre sur la planète, ont disparu ou sont menacés de disparition :
- les Grand-Andamanais (en)
- les Jangil (en),
- les Jarawa,
- les Onge,
- les Sentinelles.

### Les Grands Andamanais
Les Grands Andamanais, au nombre de 5 000 à l’arrivée des Britanniques il y a 150 ans, n’étaient plus que 41 en 2008. On les considère donc comme le plus petit peuple au monde pour ce qui est de la population. Leur population a cependant recommencé à croître.
Leur langue était l’aka-bo, considéré comme éteint depuis février 2010, avec la disparition de la dernière locutrice. Ils s’expriment désormais en bengali.
Au XIXe siècle et dans le premier tiers du XXe siècle, des centaines de Grands Andamanais furent tués par les maladies apportées par les colons britanniques. Ces derniers établirent une réserve andamanaise où les autochtones faits prisonniers étaient détenus. Maladies et mauvais traitements y régnaient et des 150 enfants nés dans ce « refuge », aucun ne survécut plus de deux ans[réf. nécessaire].
En 1970, les autorités indiennes transférèrent la vingtaine de survivants sur l’îlot de Strait Island où ils dépendent depuis entièrement du gouvernement pour leur nourriture, leur habillement et leur habitat. L’abus d’alcool, souvent fourni par les fonctionnaires, se répand parmi les derniers Grand-Andamanais.

### Les Jangil
Les Jangil ont totalement disparu. Cela ne signifie pas forcément qu’ils sont tous morts sans descendance, massacrés ou atteints par des épidémies, mais qu’ils ont disparu en tant qu’ethnie, acculturés et métissés.

### Les Jarawa
Les Jarawa sont, eux aussi, restés volontairement isolés des colons qui se sont installés sur leurs îles au cours des 150 dernières années, faisant preuve d’une hostilité constante envers les envahisseurs qui empiétaient sur leurs terres et chassaient leur gibier. Leur nombre est passé de 8 000 avant la colonisation britannique à moins de 300 aujourd'hui. C'étaient des chasseurs-cueilleurs, chassant les porcs sauvages et les varans, pêchant à l’arc et à la flèche, récoltant des graines, des baies et du miel. Ils étaient nomades, vivant en groupes de 40 à 50 personnes. Jusqu’en 1988, ils ont refusé tout contact avec le monde extérieur. Certains ont accepté de se laisser filmer dans les années 1990 alors qu’ils menaient encore leur vie traditionnelle : ces documentaires représentent un témoignage unique sur un mode d’existence disparu. À la suite d'une pétition lancée par « Survival International », l’État indien a dû abandonner un projet de transfert de cette population.
En 2013, le sort des derniers 240 Jarawa est en danger, une route en cours d’élargissement traversant leur territoire et contribuant à leur acculturation (le gibier diminuant à cause des braconniers et de l’extension des cultures, les Jarawa en viennent à mendier le long de cette route où les voyagistes véhiculent les touristes). Une campagne internationale orchestrée par « Icra International » est en cours pour faire pression sur le gouvernement indien afin qu'il assure la protection des Jarawa et de leur territoire.
En juin 2007, « Survival International », sur son site internet, rappelait que selon les autorités des îles Andaman, les visites touristiques organisées chez les Jarawa enfreignent une décision de la Cour suprême indienne protégeant les populations les plus vulnérables. « Cet avertissement vise les hôteliers, les voyagistes, les chauffeurs de taxis et tous ceux qui organisent de telles rencontres en dépit de l’interdiction formelle des autorités locales ».

### Les Onge
Les Onge ont également été décimés à la suite du contact avec les Britanniques et les Indiens. De 670 en 1900, la population Onge est tombée à moins de cent individus depuis 2010. Le gouvernement indien a tenté en vain de forcer les Onge à travailler dans une plantation sur leur île de Little Andaman.
À l’instar des Grands Andamanais, les Onge sont dépendants de l’aide gouvernementale. Des colons indiens se sont maintenant établis sur Little Andaman et une grande partie de l’île a été déboisée. La chasse aux porcs était une activité importante dans la vie des Onge, un homme ne pouvant se marier qu’après en avoir tué un. Les Onge se plaignent aujourd’hui des colons qui chassent tous leurs cochons, entraînant une baisse de leur taux de natalité déjà très bas. « Survival » mène campagne pour que le territoire des Onge soit protégé des personnes venant de l’extérieur.

### Les Sentinelles
Les Sentinelles seraient entre 50 et 200 individus. Ils vivent sur la petite île de North Sentinel, d’une superficie de 72 km², et s’attaquent en général à ceux qui s’en approchent. Les informations à leur propos sont donc très fragmentaires. Ils sont les seuls habitants originaux à avoir globalement réussi à se préserver des nuisances extérieures et à être économiquement indépendants, continuant à pêcher, chasser et exploiter les ressources végétales de leur île. Ils n’ont aucun contact amical avec le monde extérieur, et sont considérés comme un des peuples les plus isolés du monde. Ils vivent dans de longues huttes communautaires comportant plusieurs foyers et, comme les Onge, naviguent sur la mer autour de leur île à l’aide de canoës à balanciers.
Le gouvernement indien a vainement tenté, à plusieurs reprises, d’entrer en contact amical avec eux. Selon « Survival », contacter les Sentinelles aurait très certainement des conséquences désastreuses, leur isolement les rendant très vulnérables aux maladies contre lesquelles ils n’ont aucune immunité. Alors que les eaux côtières de la réserve des Jarawa sont abondamment exploitées par les braconniers, les pêcheurs clandestins se tournent désormais vers les eaux entourant l’île de North Sentinel... au risque de recevoir une flèche.

## Découverte
Dans son livre, Marco Polo dit des habitants des îles Andaman qu'ils « sont comme des bêtes sauvages ... sont des gens très cruels, qui mangent tous ceux qu'ils peuvent prendre, dès lors qu'ils ne sont pas de leur peuple ». Quoique Dan McDougall écrive que « leur cannibalisme n'a jamais été prouvé », il était attesté en Asie et le manuscrit arabe Relation de la Chine et de l'Inde disait la même chose : « Les indigènes mangent les hommes vivants. Ils ont le teint noir, les cheveux crépus, le visage et les yeux horribles. Ils vont nus et n'ont pas de pirogues ».

## Mode de vie et culture
Les Andamanais sont une population au mode de vie comparable à l'âge de pierre qui chassent les cochons sauvages et pêchent à l'aide de flèches.

### Mathématiques
Les Andamanais n'ont pas de mot pour décrire un nombre supérieur à deux.

### Arc

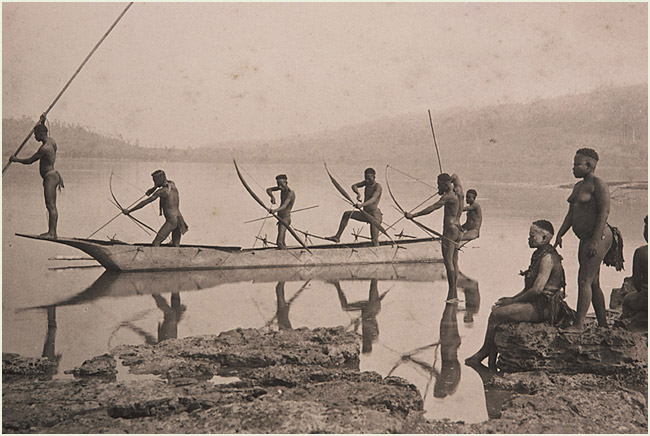
Andamanais pêchant à l'arc.

« Leur arc, beaucoup plus grand que les chasseurs, a une forme toute particulière. Les moitiés latérales sont aplaties, larges au milieu, rétrécies aux extrémités qui, lorsque l'arc est détendu, sont courbées en sens contraire; l'arme a alors la forme d'un S très allongé. ».

### Métallurgie
« Il est vrai que, depuis longtemps, les Andamanais utilisaient, pour faire les pointes de leurs flèches, le fer qu'ils retiraient des embarcations qui venaient se perdre sur leurs côtes et qu'ils martelaient à froid au moyen d'une pierre. Actuellement [en 1931], ils s'en procurent facilement par voie d'échanges  avec les Anglais. »

### Feu
Les Andamanais ne maîtrisent pas les techniques pour faire du feu à volonté.
Cependant, « ils ne mangent jamais crue la chair du gibier ou du poisson; ils la cuisent dans des vases en terre, qui, simplement séchés au soleil, vont cependant au feu, et, chose curieuse, ils ignoraient totalement le moyen de se procurer du feu avant l'arrivée des Anglais; aussi conservaient-ils toujours avec grand soin quelques tisons allumés. ». Ce fait est également rapporté par E.H. Man dans son ouvrage The Andman Islanders de 1883.

## Considérations anthropologiques et génétiques
Les anthropologues pensent généralement que ces peuples sont issus, tout comme les autres populations australoïdes, des premiers humains modernes ayant quitté l’Afrique et ayant peuplé précocement l'Asie du Sud et l'Océanie. La génétique semble confirmer cette idée.
On inclut les habitants des Andaman dans un ensemble appelé Négritos, qui désigne un ensemble de petites populations dispersées et isolées d’Asie du Sud-Est, qui étaient présentes bien avant l’arrivée de leurs voisins, comme les peuples de langues austronésiennes et de langues môn-khmer dont elles se distinguent. Certains anthropologues comptent les Négritos parmi un ensemble plus large encore, les populations dites « veddoïdes », du fait de certaines similitudes avec les Indiens du sud (Dravidiens) et notamment les Veddas du Sri Lanka.
Sur le plan du phénotype, les habitants des Andaman ont la petite taille, les cheveux crépus et la peau foncée des populations Négritos d’Asie du Sud-Est et de Nouvelle-Guinée.
D'après les études sur l'ADN, les Andamanais semblent être la population humaine, résiduelle, la plus isolée génétiquement de toutes les autres vivant actuellement, et possiblement issue d'une vague de migration antérieure à celle des autres populations de Négritos. Néanmoins, des études récentes de l'ADN mitochondrial donnent à penser que les Andamanais sont un peu plus liés à d'autres populations asiatiques qu'aux africains modernes.
Cela pourrait expliquer que les populations qui ont quitté l’Afrique pour l’Asie et l’Océanie il y a 50 à 70 000 ans avaient un phénotype plus ou moins « africain » sur certains caractères, perdu par mutation chez les autres populations asiatiques modernes originaires du nord de l'Eurasie. Les ressemblances physiques partielles entre Négritos et Mélanésiens, ou entre Négritos et Africains, peuvent renvoyer à des caractères ancestraux conservés (plésiomorphie), comme la couleur de la peau, qui n’expriment pas d’apparentement récent mais très ancien. Les caractères génétiques dérivés (apomorphie, les différences propres à ces populations) dans l’ADN maternel des Andamanais peuvent laisser supposer qu’ils descendent d’une très ancienne vague venue d'Afrique, ils ont eu beaucoup de temps pour se différencier. Inversement, ces ressemblances peuvent être interprétées comme des convergences dues à des pressions adaptatives similaires subies par des populations dans des régions très éloignées et non à des lignées génétiques. Il n'existe pas aujourd'hui de fondements scientifiques à l'une ou l'autre hypothèse et l'archéologie n'est d'aucun secours, les plus anciennes traces de peuplement ne remontant pas au delà de - 3 000. Quelles que soient leurs ressemblances partielles avec les Africains, les Papous ou les Mélanésiens, sur le plan génétique les Andamanais sont plus proches de leurs voisins asiatiques que des Africains modernes, du fait notamment de faibles mélanges plus récents entre des anciennes populations apparentées aux Négritos qui vivaient autrefois en Asie du sud et les autres populations asiatiques arrivées plus récemment en Asie du sud qui les ont remplacés.
Le chromosome Y humain d’Andamanais non métissés montre qu’il dérive du même ancien YAP+, haplogroupe D qui a produit le chromosome Y de quelque 90 % des Aïnous du Japon et quelque 50 % des Tibétains.
Selon une autre étude publiée en 2015, fondée sur l'ADN autosomal, la population actuelle de l'Inde pourrait être en grande partie issue d'un mélange assez récent entre deux populations principalement, datant de quelques millénaires seulement: une première population autochtone de l'Inde qui avait génétiquement une certaine parenté avec les Onges (population ayant servi de référence dans l'étude) des Iles Andaman, et une seconde population eurasienne de l'ouest originaire des environs du Caucase arrivée plus tardivement par le nord-ouest de l'Inde. Dans le mélange les populations du sud de l'Inde sont restées un peu plus proches des Andamanais tandis que les populations du nord de l'Inde sont un peu plus proches des eurasiens de l'ouest.

## Langues
Les différentes langues parlées par les Andamanais autochtones sont regroupées par les linguistes en une seule famille divisée en deux groupes : grand-andamanais et andamanais méridional, avec par ailleurs une langue encore mal connue, le Sentinelle.
Alors que les autres groupes négritos d’Asie parlent des langues étroitement apparentées à celles de leurs voisins non-négritos, les langues des Andaman ne présentent aucune similitude avec les langues des îles Nicobar voisines, qui sont môn-khmer. Cela a amené certains linguistes à penser que les langues des Andaman pourraient être les dernières représentantes des langues parlées à l’origine par les Négritos d’Asie du Sud-Est avant que des groupes du néolithique ne s’installent sur leurs territoires, aboutissant à leur dispersion actuelle.

## Actualités

### Tsunami du 26 décembre 2004
Selon le gouverneur du territoire (les îles Andaman-et-Nicobar dépendent directement du gouvernement de l’Union Indienne) le séisme du 26 décembre 2004 dans l'océan Indien a provoqué la mort d’environ 7 000 personnes dans les îles Andaman-et-Nicobar. Les premiers jours après la catastrophe, les autorités indiennes ont craint que les populations andamanaises n’aient péri. Mais apparemment, ces personnes, ayant compris qu’un danger se présentait en constatant l’envol subit des oiseaux, se sont éloignées de la côte. D’autres comme les Jarawas ont vu l’océan se retirer et se sont enfuis sur les hauteurs. Les autorités furent soulagées lorsqu’un hélicoptère survolant le territoire des Sentinelles a été pris pour cible avec des flèches tirées par des habitants regroupés sur la plage. Il semble que le peu de constructions en dur, de véhicules et d’animaux domestiques sur leurs territoires, et l’absence de touristes, leur a épargné d’être confrontés à l’accumulation de ruines, à la pollution et aux cadavres vecteurs de maladies. Mais cette affirmation est à prendre au conditionnel car en 2004 seule une partie des Andamanais (surtout les Sentinelles) menait encore le mode de vie traditionnel, basé sur l’observation attentive et constante de l’environnement. De plus, les autorités indiennes, soucieuses de reconstruire l’économie locale, ont accordé après la catastrophe de nombreux permis de construire à des hôteliers : la chaine Taj prévoit de bâtir un complexe haut de gamme sur le plage de Radhanagar, où n’existent pour l’instant que des bungalows en bois.

### Incidents au début des années 2000
Deux pêcheurs indiens se sont fait tuer par les Andamanais après que leur bateau a accidentellement dérivé sur le rivage de l'île Sentinelle Nord. Un hélicoptère des garde-côtes indiens, envoyé pour enquêter, a reçu des flèches tirées par les mêmes guerriers.
En novembre 2018, un jeune missionnaire protestant américain est à son tour tué en tentant de s'installer parmi les Sentinelles pour les évangéliser,.